# Matt Costa

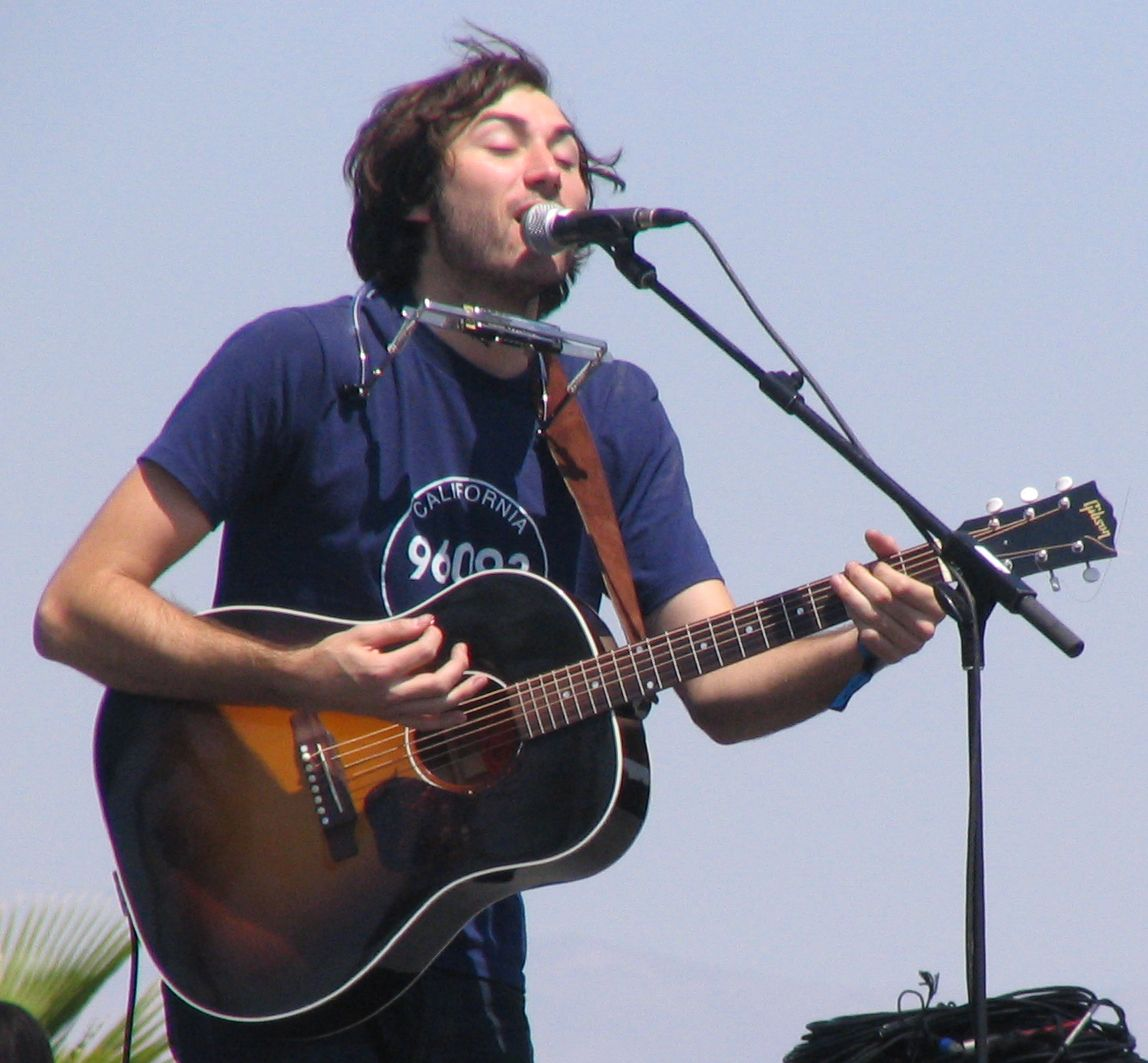
Matt Costa 2006

Matt Costa (* 16. Juni 1982 in Huntington Beach, Kalifornien, USA) ist ein amerikanischer Sänger und Songschreiber.

## Biographie
Matt Costa wurde in Huntington Beach geboren und wuchs in Cypress/Kalifornien auf. Er bekam bereits mit 12 Jahren seine erste Gitarre, doch sein Interesse am Skateboardfahren stieg und seine Gitarre geriet immer mehr in Vergessenheit. Schon recht früh bekam er einen Profivertrag als Skater. Doch nach 7 Jahren erfolgreichen Skatens wurde bei einem schweren Unfall sein Bein zertrümmert. In den 18 Monaten der Genesung widmete Costa sich seiner neuen und alten Liebe: der Gitarre. Die ersten Songs entstanden und schon bald war sein erstes Demotape fertig. Dieses geriet schließlich dem Gitarristen von No Doubt, Tom Dumont, in die Hände. 2003 wurde die Matt Costa EP veröffentlicht. Zwei Jahre später folgte dann das Debütalbum Songs We Sing auf Jack Johnsons Label Brushfire Records.

## Diskografie

### Alben
- 2005: Songs We Sing
- 2006: Songs We Sing (Re-Release mit Bonus-Track)
- 2008: Unfamiliar Faces
- 2010: Mobile Chateau
- 2013: Matt Costa

### Singles
- 2006: Lullaby (mit Jack Johnson)
- 2006: Cold December
- 2006: Sweet Thursday
- 2006: Sunshine
- 2008: Mr. Pitiful
- 2010: Witchcraft

### EPs
- 2003: Matt Costa EP
- 2005: The Elasmosaurus EP
- 2005: Some Live Songs EP (mit Jack Johnson, G. Love & Special Sauce, Donavon Frankenreiter & Zach Gill von ALO)
- 2012: Sacred Hills

### Sampler/Soundtracks
- 2006: A Brokedown Melody Soundtrack
- 2006: Brushfire Records Winter 2006 Music Sampler (mit Jack Johnson, G. Love & Special Sauce, ALO & Money Mark)